# Huaxinghui

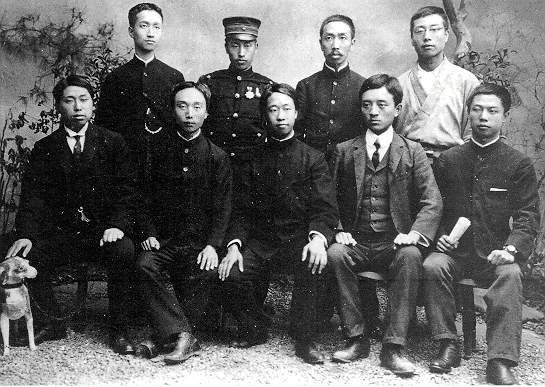
Huaxinghui-Anführer 1905 in Tokyo

Die Huaxinghui (chinesisch 華興會, Pinyin Huáxìnghuì – „Gesellschaft zur Wiederbelebung der chinesischen Nation“) war eine der drei wichtigsten und größten revolutionären Gruppen, welche die politische Ordnung Chinas Anfang des zwanzigsten Jahrhunderts zu verändern versuchte. 
Sie wurde am 15. Februar 1904 durch Huang Xing und Zhang Shizhao in Hunan mit dem Ziel gegründet, die Qing-Dynastie zu stürzen. 1905 schloss sie sich mit der Xingzhonghui und Guangfuhui zur Tongmenghui zusammen, die 1911 in der KMT (Koumingtang) aufging, um den Sturz der Monarchie durch einen Soldatenaufstand auszunutzen.